# Öreg híd (Konjic)
A konjici Öreg híd (Stara Ćuprija) IV. Mehmed oszmán szultán uralkodása alatt épült a mai Bosznia-Hercegovina területén.
A Neretva felett átívelő hidat 1682-ben emelték Konjic településnél. Az átkelő 86,2 méter hosszú, hat íve van, fesztávolságuk 5,35 méter. A második világháborúban, 1945. március 3-án a visszavonuló német katonák felrobbantották. A hidat 2005–2009-ben állították helyre nemzetközi támogatással.